# Франсуа де Жуайез
Франциск (Франсуа) 2-й герцог де Жуайез (фр. François de Joyeuse; 24 июня 1562, Каркасон, королевство Франция — 23 августа 1615, Авиньон, Папская область) — французский аристократ и кардинал, папский легат во Франции. Архиепископ Нарбонны с 20 октября 1581 по 4 ноября 1588. Архиепископ Тулузы с 4 ноября 1588 по 1 декабря 1604. Архиепископ Руана и примас Нормандии с 1 декабря 1604 по 23 августа 1615. Префект Священной Конгрегации по делам епископов и монашествующих с 1 апреля 1605 по 23 августа 1615. Декан Священной Коллегии кардиналов с 17 августа 1611 по 23 августа 1615. Кардинал-священник с 12 декабря 1583, с титулом церкви Сан-Сильвестро-ин-Капите с 20 мая 1585 по 11 декабря 1587. Кардинал-священник с титулом церкви Сантиссима-Тринита-аль-Монте-Пинчо с 11 декабря 1587 по 27 апреля 1594. Кардинал-священник с титулом церкви Сан-Пьетро-ин-Винколи с 27 апреля 1594 по 24 мая 1604. Кардинал-епископ Сабина-Поджо Миртето с 24 мая 1604 по 17 августа 1611. Кардинал-епископ Остии и Веллетри c 17 августа 1611 по 23 августа 1615.

## Биография

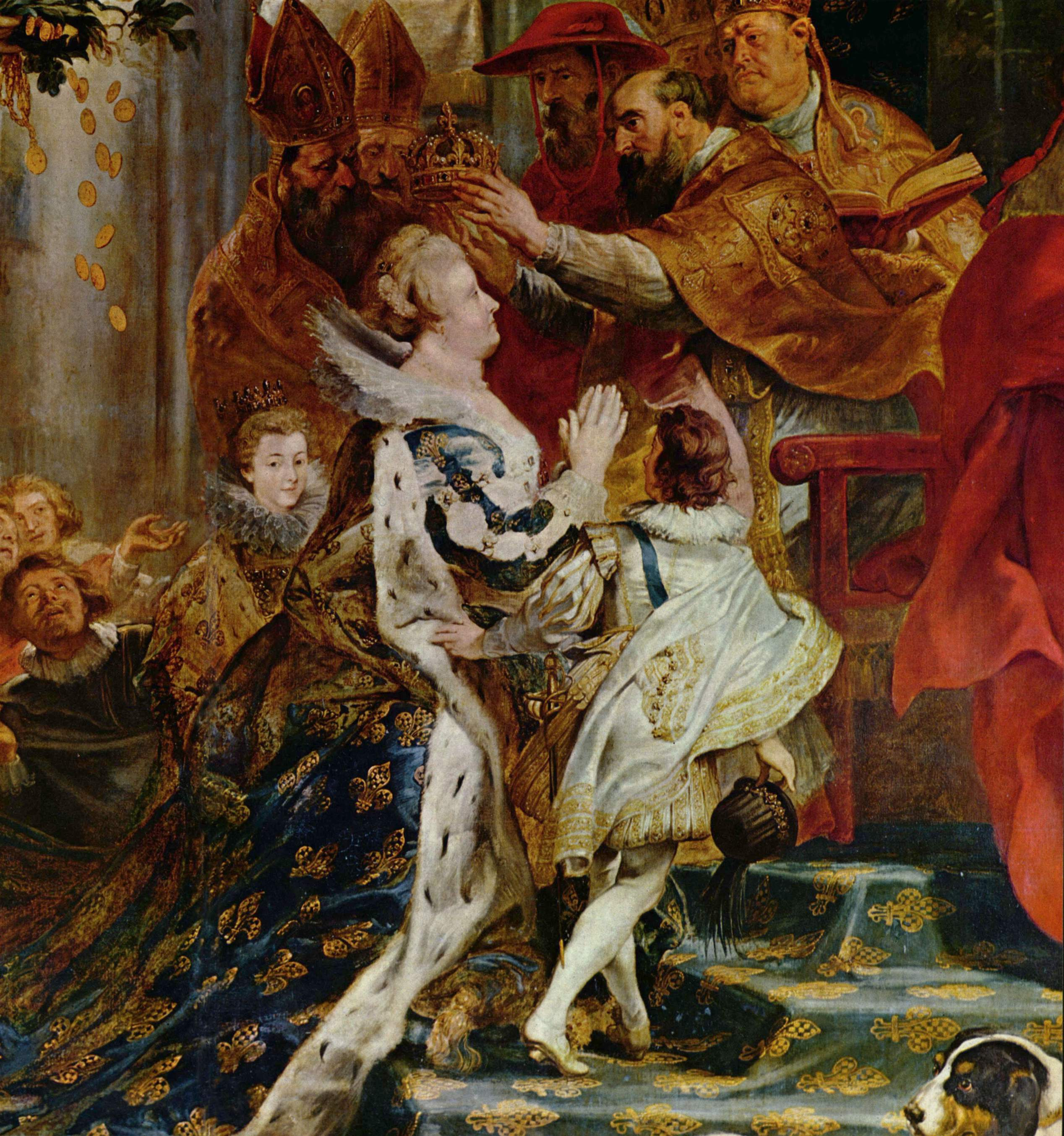
Кардинал де Жуайез коронует Марию Медичи. Рубенс, 1610.

Франсуа де Жуайез — сын Гийома де Жуайеза и Мари де Батарне, родной брат герцога Анна де Жуайез, фаворита Генриха III, и герцога Генриха де Жуайез. Уже в двадцать лет он получил кардинальскую шапку (1583), был архиепископом Тулузы, затем Руанским (1605—1615), содействовал примирению папы с Генрихом IV.
В 1606 был папским легатом во Франции. Ему принадлежит мысль о проведении Лангедокского канала.
С 1611 кардинал-епископ Остии и Веллетри и декан Священной коллегии кардиналов.
Участвовал в конклавах 1591 года (избравшем Иннокентия IX), 1592 года (избравшем Климента VIII), марта 1605 года (избравшем Льва XI) и мая 1605 года (избравшем Павла V), однако пропустил оба конклава 1590 года.

## Образ в литературе
Кардинал де Жуайез — второстепенный персонаж в романе Александра Дюма-отца «Сорок пять».